# هوليستر (شركة)
هوليستر هي علامة ملابس تجارية تأسست في 27 يوليو 2000. يمكن شراء منتجاتها عبر متاجرها أو من خلال موقعها الإلكتروني.